# 9e session du Comité du patrimoine mondial
La 9e session du Comité du patrimoine mondial a eu lieu du 2 décembre 1985 au 6 décembre 1985 à Paris, en France.

## Participants
Les membres du comité du patrimoine mondial sont représentés par les États suivants, :
- Algérie (vice-présidence)
- Allemagne de l'Ouest
- Argentine
- Australie
- Brésil
- Bulgarie (vice-présidence)
- Canada (rapporteur)
- Chypre
- Grèce
- Guinée
- Inde (vice-présidence)
- Jordanie
- Liban
- Libye
- Mexique (vice-présidence)
- Norvège (vice-présidence)
- Sri Lanka
- Tanzanie (présidence)
- Turquie
- Yémen du Nord
- Zaïre

La session inclut également les États et organisations suivantes :
- États observateurs :
  -  Argentine
  -  Cameroun
  -  Chili
  -  Danemark
  -  Équateur
  -  Égypte
  -  Espagne
  -  France
  -  Haïti
  -  Hongrie
  -  Irak
  -  Italie
  -  Niger
  -  Nigeria
  -  Pérou
  -  Pologne
  -  Portugal
  -  Qatar
  -  Royaume-Uni
  -  Sénégal
  -  Suède
  -  Suisse
  -  Tunisie
  -  Vatican

- Organisations invitées à titre consultatif :
  - ICCROM
  - ICOMOS
  - UICN

- Organisations internationales gouvernementales et non-gouvernementales :
  - Conseil de l'Europe
  - Fédération  internationale des  architectes paysagistes (en)
  - Fonds international pour la promotion de la culture
  - Ligue arabe
  - Organisation arabe pour l'éducation, la culture et les sciences
  - Union internationale des architectes

## Inscriptions

### Patrimoine mondial
Le Comité décide d'inscrire 30 sites sur la liste du patrimoine mondial. La liste compte alors 215 biens protégés.
Le Bangladesh, le Bénin et la Turquie connaissent leur première inscription.
Les critères indiqués sont ceux utilisés par l'Unesco depuis 2005, et non pas ceux employés lors de l'inscription des sites. Par ailleurs, les superficies mentionnées sont celles des biens actuels, qui ont pu être modifiées depuis leur inscription.
| Bien                                                         | Pays                 | Type                             | Superficie (ha) | Zone tampon (ha) | Lien | Notes                                                                                         | Coordonnées                         | Illus. |
| ------------------------------------------------------------ | -------------------- | -------------------------------- | --------------- | ---------------- | ---- | --------------------------------------------------------------------------------------------- | ----------------------------------- | ------ |
| Cathédrale Sainte-Marie et église Saint-Michel de Hildesheim | Allemagne de l'Ouest | Culturel (i), (ii), (iii)        | 0,58            | 157,68           | 187  |                                                                                               | 52° 09′ 11″ nord, 9° 56′ 38″ est    |        |
| Ville-mosquée historique de Bagerhat                         | Bangladesh           | Culturel (iv)                    |                 |                  | 321  |                                                                                               | 22° 40′ 01″ nord, 89° 48′ 00″ est   |        |
| Ruines du Vihara bouddhique de Paharpur                      | Bangladesh           | Culturel (i), (ii), (vi)         |                 |                  | 322  |                                                                                               | 25° 01′ 59″ nord, 88° 58′ 59″ est   |        |
| Palais royaux d'Abomey                                       | Bénin                | Culturel (iii), (iv)             | 47,6            | 181,4            | 323  | En péril entre 1985 et 2007                                                                   | 7° 10′ 59″ nord, 1° 58′ 59″ est     |        |
| Centre historique de Salvador de Bahia                       | Brésil               | Culturel (iv), (vi)              |                 |                  | 309  |                                                                                               | 12° 58′ 01″ sud, 38° 30′ 00″ ouest  |        |
| Sanctuaire du Bon Jésus à Congonhas                          | Brésil               | Culturel (i), (iv)               | 2,19            | 8,77             | 334  |                                                                                               | 20° 30′ 00″ sud, 43° 51′ 29″ ouest  |        |
| Tombeau thrace de Svechtari                                  | Bulgarie             | Culturel (i), (iii)              | 647,6           |                  | 359  |                                                                                               | 43° 40′ 01″ nord, 26° 40′ 01″ est   |        |
| Arrondissement historique de Québec                          | Canada               | Culturel (iv), (vi)              | 135             |                  | 300  |                                                                                               | 46° 48′ 34″ nord, 71° 12′ 38″ ouest |        |
| Églises peintes de la région de Troodos                      | Chypre               | Culturel (ii), (iii), (iv)       | 3,693           |                  | 351  | Comprend un ensemble de neuf églises ; l'église Agia Sotera de Palaichori est ajoutée en 2005 | 34° 55′ 12″ nord, 33° 05′ 46″ est   |        |
| Grotte d'Altamira                                            | Espagne              | Culturel (i), (iii)              | 0,32            | 16               | 310  | Extension en 2008 à 17 autres grottes pariétales                                              | 43° 22′ 59″ nord, 4° 06′ 58″ ouest  |        |
| Vieille ville de Ségovie et son aqueduc                      | Espagne              | Culturel (i), (iii), (iv)        | 134,28          | 401,44           | 311  |                                                                                               | 40° 56′ 53″ nord, 4° 07′ 01″ ouest  |        |
| Églises du royaume des Asturies                              | Espagne              | Culturel (i), (ii), (iv)         | 0,2             | 657,01           | 312  | Comprend 3 églises ; étendu en 1998 à 3 monuments d'Oviedo                                    | 43° 21′ 47″ nord, 5° 50′ 35″ ouest  |        |
| Vieille ville de Saint-Jacques-de-Compostelle                | Espagne              | Culturel (i), (ii), (vi)         | 107,59          | 216,88           | 347  |                                                                                               | 42° 52′ 52″ nord, 8° 32′ 42″ ouest  |        |
| Vieille ville d'Ávila avec ses églises extra-muros           | Espagne              | Culturel (iii), (iv)             | 36,4            |                  | 348  |                                                                                               | 40° 39′ 22″ nord, 4° 42′ 00″ ouest  |        |
| Pont du Gard                                                 | France               | Culturel (i), (iii), (iv)        | 0,3257          | 691              | 344  |                                                                                               | 43° 56′ 50″ nord, 4° 32′ 07″ est    |        |
| Parc national de Kaziranga                                   | Inde                 | Naturel (ix), (x)                | 42 996          |                  | 337  |                                                                                               | 26° 40′ 01″ nord, 93° 25′ 01″ est   |        |
| Sanctuaire de faune de Manas                                 | Inde                 | Naturel (vii), (ix), (x)         | 39 100          |                  | 338  | En péril entre 1992 et 2011                                                                   | 26° 43′ 30″ nord, 91° 01′ 52″ est   |        |
| Parc national de Keoladeo                                    | Inde                 | Naturel (x)                      | 2 873           |                  | 340  |                                                                                               | 27° 09′ 32″ nord, 77° 30′ 32″ est   |        |
| Hatra                                                        | Irak                 | Culturel (ii), (iii), (iv), (vi) | 323,75          |                  | 277  | En péril depuis 2015                                                                          | 35° 35′ 17″ nord, 42° 43′ 05″ est   |        |
| Pétra                                                        | Jordanie             | Culturel (i), (iii), (iv)        | 26 171          |                  | 326  |                                                                                               | 30° 19′ 52″ nord, 35° 26′ 35″ est   |        |
| Qusair Amra                                                  | Jordanie             | Culturel (i), (iii), (iv)        | 0,0445          |                  | 327  |                                                                                               | 31° 48′ 07″ nord, 36° 35′ 10″ est   |        |
| Sites rupestres du Tadrart Acacus                            | Libye                | Culturel (iii)                   | 3 923 961       |                  | 287  | En péril depuis 2016                                                                          | 24° 49′ 59″ nord, 10° 19′ 59″ est   |        |
| Médina de Marrakech                                          | Maroc                | Culturel (i), (ii), (iv), (v)    | 1 107           |                  | 331  |                                                                                               | 31° 37′ 52″ nord, 7° 59′ 13″ ouest  |        |
| Sites d'art rupestre d'Alta                                  | Norvège              | Culturel (iii)                   | 53,59           |                  | 352  |                                                                                               | 69° 57′ 00″ nord, 23° 10′ 59″ est   |        |
| Site archéologique de Chavín                                 | Pérou                | Culturel (iii)                   | 14,79           |                  | 330  |                                                                                               | 9° 35′ 34″ sud, 77° 10′ 42″ ouest   |        |
| Parc national de Huascarán                                   | Pérou                | Naturel (vii), (viii)            | 340 000         |                  | 333  |                                                                                               | 9° 20′ 00″ sud, 77° 24′ 00″ ouest   |        |
| Cité punique de Kerkouane                                    | Tunisie              | Culturel (iii)                   | 0,1119          |                  | 332  | Extension en 1986 à la nécropole d'Arg el-Ghazouani                                           | 36° 56′ 47″ nord, 11° 05′ 57″ est   |        |
| Zones historiques d'Istanbul                                 | Turquie              | Culturel (i), (ii), (iii), (iv)  | 765,5           |                  | 356  |                                                                                               | 41° 00′ 29″ nord, 28° 58′ 48″ est   |        |
| Parc national de Göreme et sites rupestres de Cappadoce      | Turquie              | Mixte (i), (iii), (v), (vii)     | 9 883,81        |                  | 357  |                                                                                               | 38° 40′ 01″ nord, 34° 51′ 00″ est   |        |
| Grande mosquée et hôpital de Divriği                         | Turquie              | Culturel (i), (iv)               | 2 016           |                  | 358  |                                                                                               | 39° 22′ 26″ nord, 38° 07′ 26″ est   |        |

### En péril
Le bien suivant est inscrit sur la liste du patrimoine mondial en péril.
| Bien                   | Pays  | Lien | Notes                                                                                            | Coordonnées                     | Illus. |
| ---------------------- | ----- | ---- | ------------------------------------------------------------------------------------------------ | ------------------------------- | ------ |
| Palais royaux d'Abomey | Bénin | 323  | Ajouté sur la liste du patrimoine mondial en péril dès son inscription ; en péril jusqu'en 2007. | 7° 11′ 11″ nord, 1° 59′ 38″ est |        |

### Ajournements
Le Comité décide de différer l'inscription de deux sites proposés.
| Site                      | Pays     | Notes                                    | Coordonnées                        | Illus. |
| ------------------------- | -------- | ---------------------------------------- | ---------------------------------- | ------ |
| Parc national de l'Iguaçu | Brésil   | À la demande du Brésil ; inscrit en 1986 | 25° 40′ 59″ sud, 54° 25′ 59″ ouest |        |
| Jerash                    | Jordanie | À la demande du Comité                   | 32° 16′ 20″ nord, 35° 53′ 29″ est  |        |

### Inscriptions rejetées
Plusieurs propositions sont rejetées par le Comité.
| Site                                     | Pays       | Notes                      | Coordonnées                        | Illus. |
| ---------------------------------------- | ---------- | -------------------------- | ---------------------------------- | ------ |
| Parc national de l'île Cocos             | Costa Rica | Finalement inscrit en 1997 | 5° 31′ 59″ nord, 87° 04′ 01″ ouest |        |
| Église Saint-Nicolas-de-Tolentin de Brou | France     |                            | 46° 11′ 39″ nord, 5° 14′ 10″ est   |        |
| Château de Kerak                         | Jordanie   |                            | 31° 10′ 50″ nord, 35° 42′ 05″ est  |        |
| Tabaqat Fahil (Pella)                    | Jordanie   |                            | 32° 27′ nord, 35° 37′ est          |        |